# Vol Varig 810
Le vol Varig 810 était un vol international régulier de passagers reliant Rio de Janeiro, au Brésil, à Los Angeles, aux États-Unis, avec plusieurs escales prévues à Lima, Bogota, Panama et Mexico. Le 27 novembre 1962, le Boeing 707 assurant le vol s'est écrasé sur le versant d'une montagne lors de l'approche vers l'aéroport international Jorge-Chávez de Lima, tuant sur le coup les 97 passagers et membres d'équipage présents à bord. 
À l'époque, il s'agit de l'accident aérien le plus meurtrier survenu au Pérou, jusqu'à ce qu'il soit dépassé par celui du vol LANSA 502 (en) en 1971, et plus tard par le crash du vol Faucett Perú 251 en 1996.

## Avion
L'appareil impliqué dans l'accident était un Boeing 707-441 de la compagnie aérienne brésilienne Varig, immatriculé PP-VJB et équipé de quatre moteurs Rolls-Royce Conway 508. Au moment de l'accident, ce quadriréacteur long-courrier était âgé de deux ans et totalisait 6 326 heures de vol ; son certificat de navigabilité a été délivré le 12 septembre 1962 et devait expirer le 22 mai 1963.

## Équipage
En raison de la longueur du trajet, il y avait 17 membres d'équipage à bord de ce vol, dont huit membres du personnel navigant technique (PNT) dans le cockpit. Les membres d'équipage du cockpit étaient composés :
- des commandants de bords Gilberto Salomoni et Edu Michel
- des copilotes Frederico Helmut Hirschmann et Gaspar Balthazar Ferrario
- des officiers mécanicien navigant Leonardo Nunhofer et Armindo Ferreira Maciel
- des opérateurs radio Besmar Lino dos Reis et Francisco Evangelista Oliveira

Tous les membres de l'équipage étaient de nationalité brésilienne, à l'exception de deux membres du personnel navigant commercial (PNC).

## Déroulement du vol
À 03h43 UTC, le vol 810 a décollé de l'aéroport international de Rio de Janeiro/Galeão, entamant la première partie du trajet à destination de Lima, au Pérou, avec 80 passagers et 17 membres d'équipage à bord. 
L'équipage a établi le contact avec le contrôle aérien de Lima à 8h09, alors qu'il se trouvait à une altitude de 36 000 pieds (11 000 m), et a déclaré qu'il passerait Pisco à 8h13 avant d'atteindre l'aéroport international Jorge-Chávez à 8h36. Lors de la demande d'autorisation de descente, le contrôle aérien a averti les pilotes du 707 de la présence d'un Douglas DC-6 qui atteindrait également Pisco à 8h13, bien que le DC-6 se trouvait à une altitude de 13 500 pieds (4 100 m). À 8h14, une minute après avoir dépassé Pisco, le vol 810 a commencé la descente et a signalé à 8h19 qu'il se trouvait à une altitude de 26 000 pieds (7 900 m). 
Peu de temps après, l'équipage a reçu l'autorisation pour une approche directe vers la piste 33. À 8h24, le vol a signalé au contrôle aérien qu'il se trouvait à une altitude de 15 000 pieds (4 600 m) alors qu'il était toujours en descente ; à 8h30, il avait atteint une altitude de 12 000 pieds (3 700 m) et se trouvait directement au-dessus de Las Palmas. Parce que l'appareil était trop haut pour effectuer une approche directe sur la piste 33, le contrôle aérien a suggéré un virage à 360° au-dessus de la pointe de Las Palmas, afin de perdre suffisamment d'altitude pour effectuer une approche et de se signaler à nouveau une fois le virage terminé. L'avion poursuit sa descente, puis vire légèrement à droite à partir de son cap initial de 330°, passant à l'est de l'aéroport avant d'effectuer un virage à gauche et de survoler l'aéroport.
Le vol 810 poursuit le virage jusqu'à se diriger vers le sud, passe à l'ouest de Las Palmas pour initier la procédure d'approche ILS, puis effectue finalement un virage à 180° pour rejoindre la trajectoire d'approche, au cap 327°. Le 707 est resté sur la trajectoire d'interception standard pendant près de trois minutes avant d'amorcer le virage vers le nord. Le cap de l'avion était de 333°, lorsqu'il s'est écrasé sur la montagne Laz Cruz, à 12 km à l'est de la trajectoire d'approche ILS. Les communications avec le contrôle aérien ont cessé à 8h37 et une urgence a ensuite été déclarée à 8h55.
L'épave du 707 a été retrouvée à 18h00 par la Force aérienne du Pérou, à 25 km au sud-est de l'aéroport international Jorge-Chávez. L'impact contre la montagne et l'explosion qui a suivi le crash ont complètement détruit l'appareil, tuant sur le coup les 80 passagers et 17 membres d'équipage à bord.

## Cause de l'accident
Il a été déterminé que l'avion volait normalement au moment de l'impact ; au moment de l'impact, les moteurs fonctionnaient à la puissance d'approche. La cause de l'accident n'a pas pu être déterminée de manière concluante, mais plusieurs théories ont été avancées. 
Le temps de vol pour la distance entre Pisco et Lima, soit environ 181 km, était indiqué comme étant de 23 minutes sur le plan de vol, alors qu'en réalité le temps de vol moyen indiqué par d'autres compagnies aériennes était plus proche de 16 minutes. La surestimation de sept minutes du temps de vol a conduit l'avion à une altitude excessivement élevée lors de son arrivée à Lima. 
L'analyse des données de vol a suggéré qu'il était possible que le pilote ait mal réglé la balise non directionnelle (NDB) du district de Limatambo, croyant à tort qu'il s'agissait du LIM 335. Il est également possible que l'équipement de navigation ait fourni à l'équipage des informations inexactes ou qu'un dysfonctionnement du radiogoniomètre se soit produit, faisant croire à l'équipage que l'ILS ne fonctionnait pas.
La cause probable de l'accident a été citée comme étant une déviation, pour des raisons inconnues, par rapport à la trajectoire prescrite pour l'approche aux instruments le long de la trajectoire arrière ILS de l'aéroport de Lima-Callao. 